# Michele Sanmicheli
Michele Sanmicheli (lub Sammicheli; ur. 1484 w Weronie, zm. 1559 tamże) – włoski architekt i inżynier manierystyczny, znany szczególnie z budowy fortyfikacji. Pochodził z rodziny inżynierów-architektów wywodzących się z Porlezzy. Jego ojciec Giovanni i wuj Bartolomeo byli architektami w Weronie.
Do jego najbardziej znanych dzieł należą fortyfikacje Werony i wielu innych miast oraz fortyfikacje i cytadele. Był również znaczącym architektem cywilnym w regionie Wenecja Euganejska.

## Życiorys
Wychowywał się w Weronie, gdzie wówczas działali Giovanni Giocondo i Giovanni Maria Falconetto. Wykształcenie architektoniczne zdobył podczas pobytu w Rzymie, począwszy od około 1500 roku. Kształcił się pod kierunkiem Donato Bramante, wybitnego przedstawiciela renesansu.
Wykształcenie, kontakt z zabytkami antycznymi i bliska przyjaźń z Antonio da Sangallo przyczyniły się do rozwoju jego języka artystycznego. Już w 1509 roku został kierownikiem budowy katedry w mieście Orvieto, w którym przebywał przez około 18 lat. W 1519 roku został kierownikiem robót przy katedrze w Montefiascone. Około 1526 roku zajmował się renowacją i wzmocnieniem papieskich twierdz w regionie Emilii-Romanii. W 1527 roku powrócił do Wenecji Euganejskiej, gdzie współpracował z Jacopo Sansovino, kładąc podwaliny pod północnowłoski styl klasyczny. Jego język architektoniczny znalazł swój wyraz w takich budowlach jak: Palazzo Lavezola-Pompei (lata 1527–1535), Palazzo Canossa (lata 1529–1537) i Palazzo Bevilacqua (przed rokiem 1532) w Weronie.

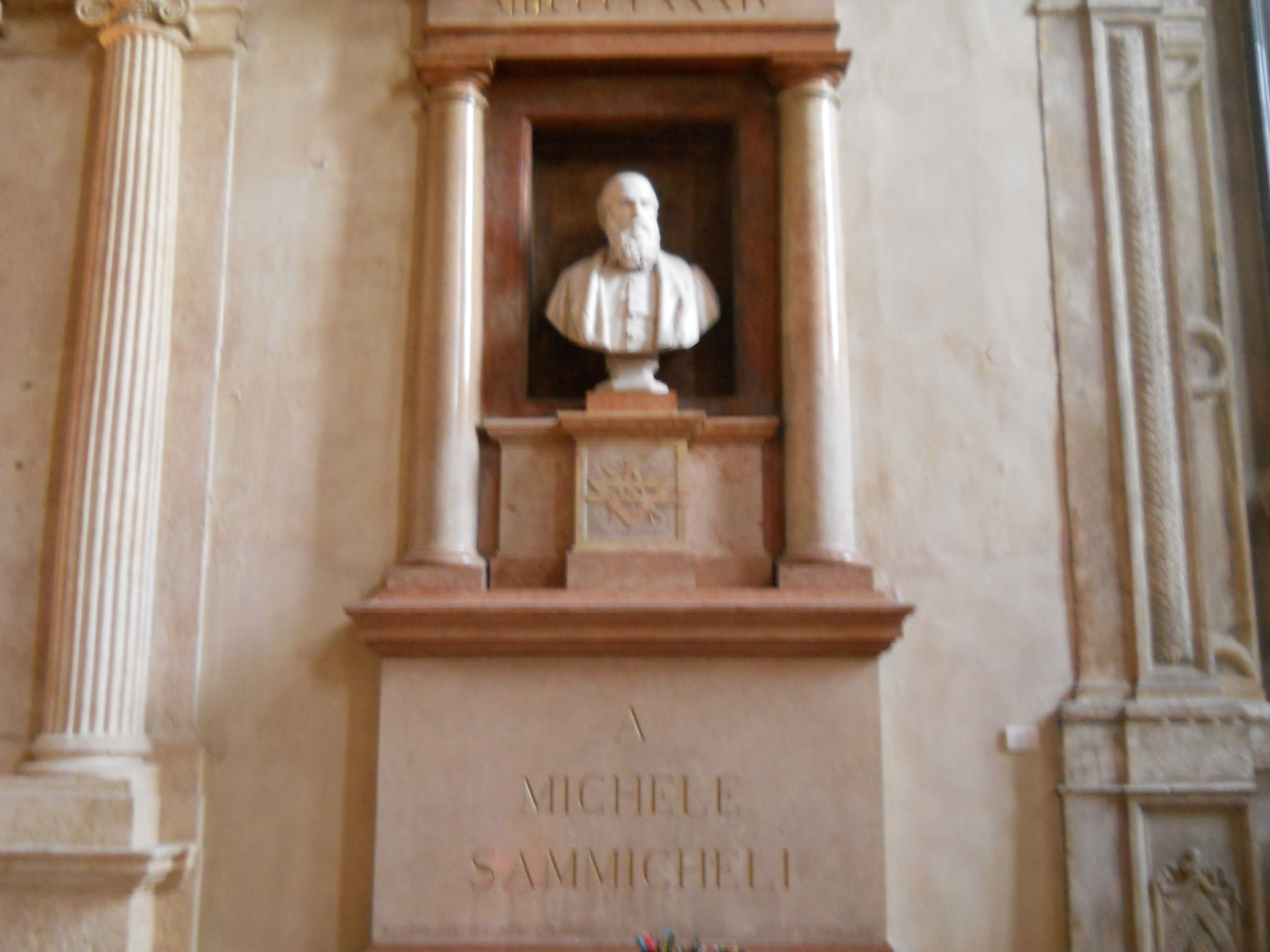
Pomnik nagrobny Michele Sanmichelego w kościele San Tomaso Cantuariense w Weronie

W Wenecji przyczynił się do budowy imponującego Palazzo Grimani (1556-1557) nad Canal Grande w sestiere San Marco.
Do jego najbardziej znanych dzieł w zakresie architektury militarnej należą fortyfikacje: Werony (ok. 1527), Zadaru (1534–1537), Kotoru (ok. 1547), Kopru (1550) i Szybenika (1556); w latach 1537–1538 oraz 1542-1543 działał na Korfu, a w latach 1538–1540 na Krecie, gdzie budował fortyfikacje i cytadele.
Michele Sanmicheli został pochowany w kościele San Tomaso Cantuariense, do renowacji którego się przyczynił i który jest położony na terenie dawnej dzielnicy dell'Isolo, gdzie artysta mieszkał i pracował.

## Dorobek i znaczenie
Michele Sanmicheli był wytrawnym znawcą matematyki i fizyki, dalekowzrocznym w swoich koncepcjach urbanistycznych, wiernym witruwiańskim kanonom. Jego dzieła były nie tylko funkcjonalne, ale też imponujące, odznaczały się harmonią i elegancją. Być może ze względu na swój nieśmiały i skromny charakter oraz odrzucenie protektoratu najwybitniejszych mecenasów, nie zyskał takiej sławy, jaką cieszył się na przykład Andrea Palladio, tym niemniej jego dorobek zyskał uznanie w oczach takich twórców jak: Giorgio Vasari, Leonardo da Vinci, Michał Anioł i Veronese.

### Budowle obronne
Projektował nie tylko fortyfikacje z basztami, dzięki czemu nadawały się one do obrony przed nowymi wynalazkami w dziedzinie balistyki, ale też stworzył imponujące dzieła sztuki, jakimi są bramy miejskie w Weronie: Porta Nuova, Porta Palio i Porta San Zeno. Przeprojektował także plan urbanistyczny Werony, rozwijającej się chaotycznie po upadku Cesarstwa Rzymskiego, nadając miastu konsekwentną strukturę drogową, odznaczającą się nawet dziś nowoczesnością i wizjonerstwem.

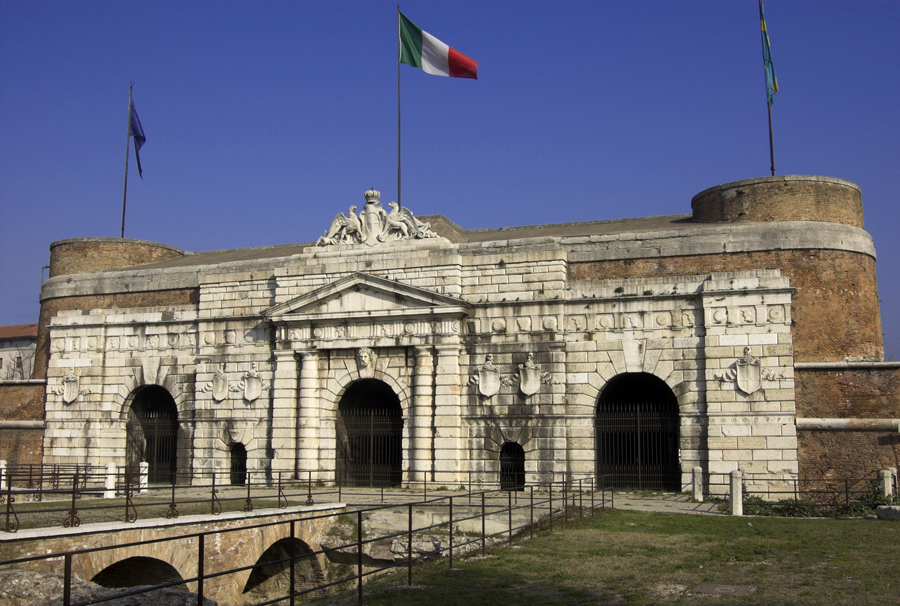
Brama Porta Nuova, Werona, (1535–1540)
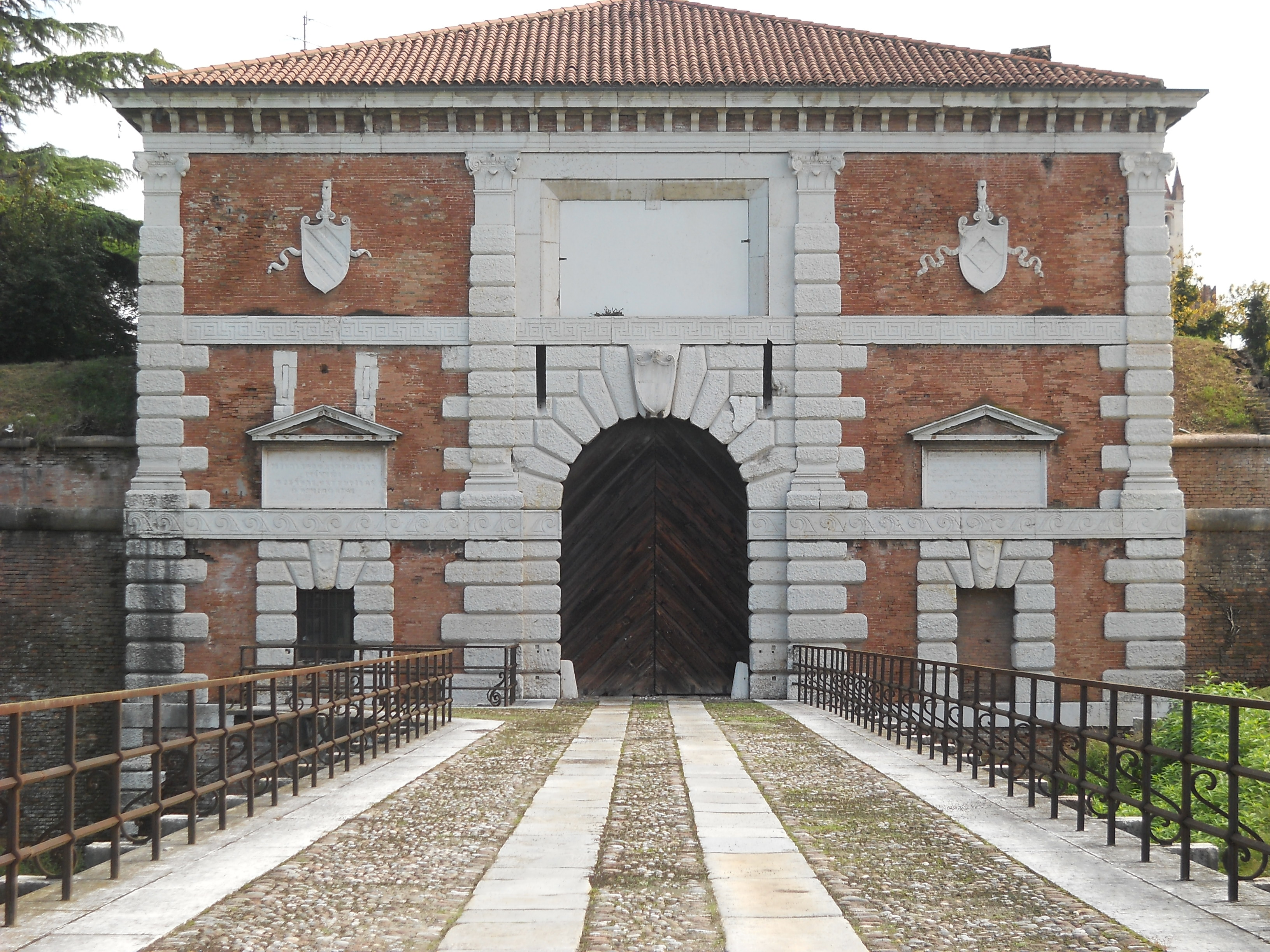
Brama Porta San Zeno, Werona, (1540–1541)
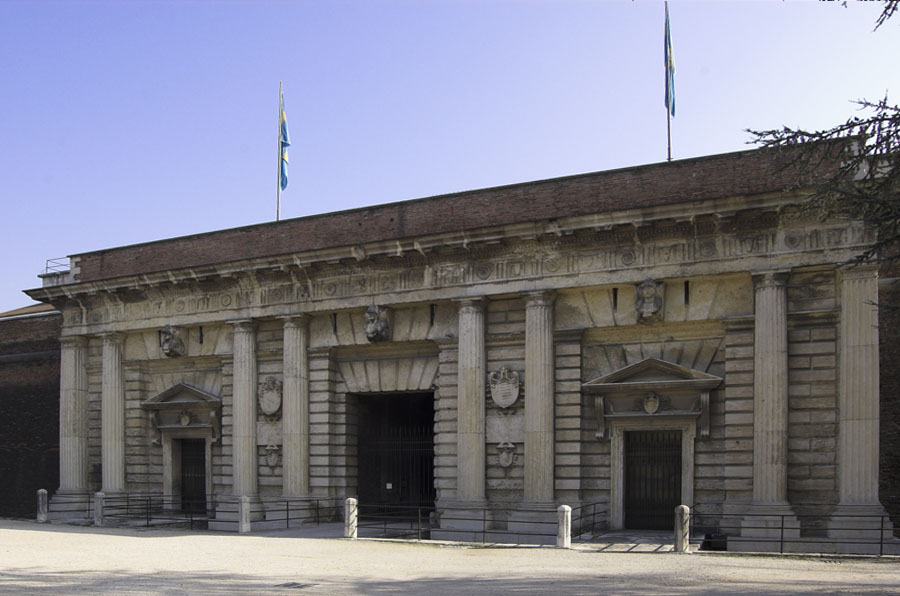
Brama Porta Palio, Werona, (1542–1557)
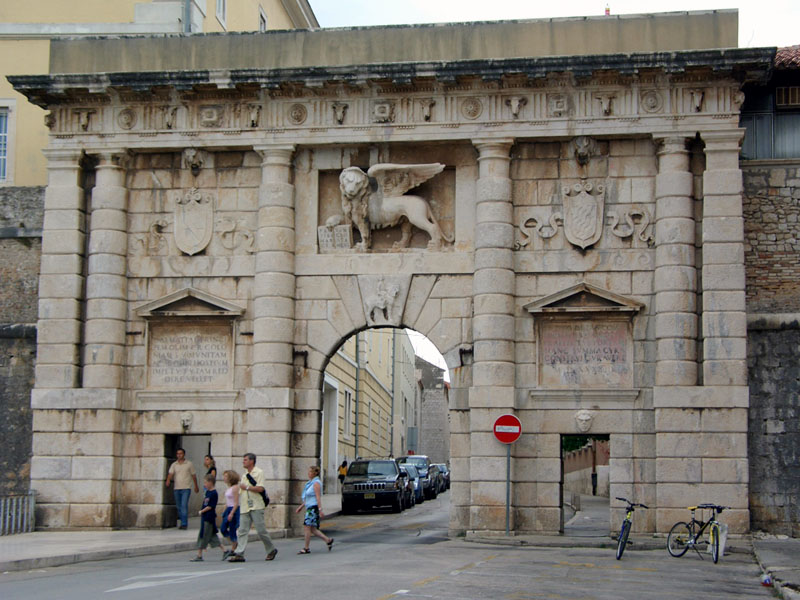
Brama Porta Terraferma, Zadar (1543)
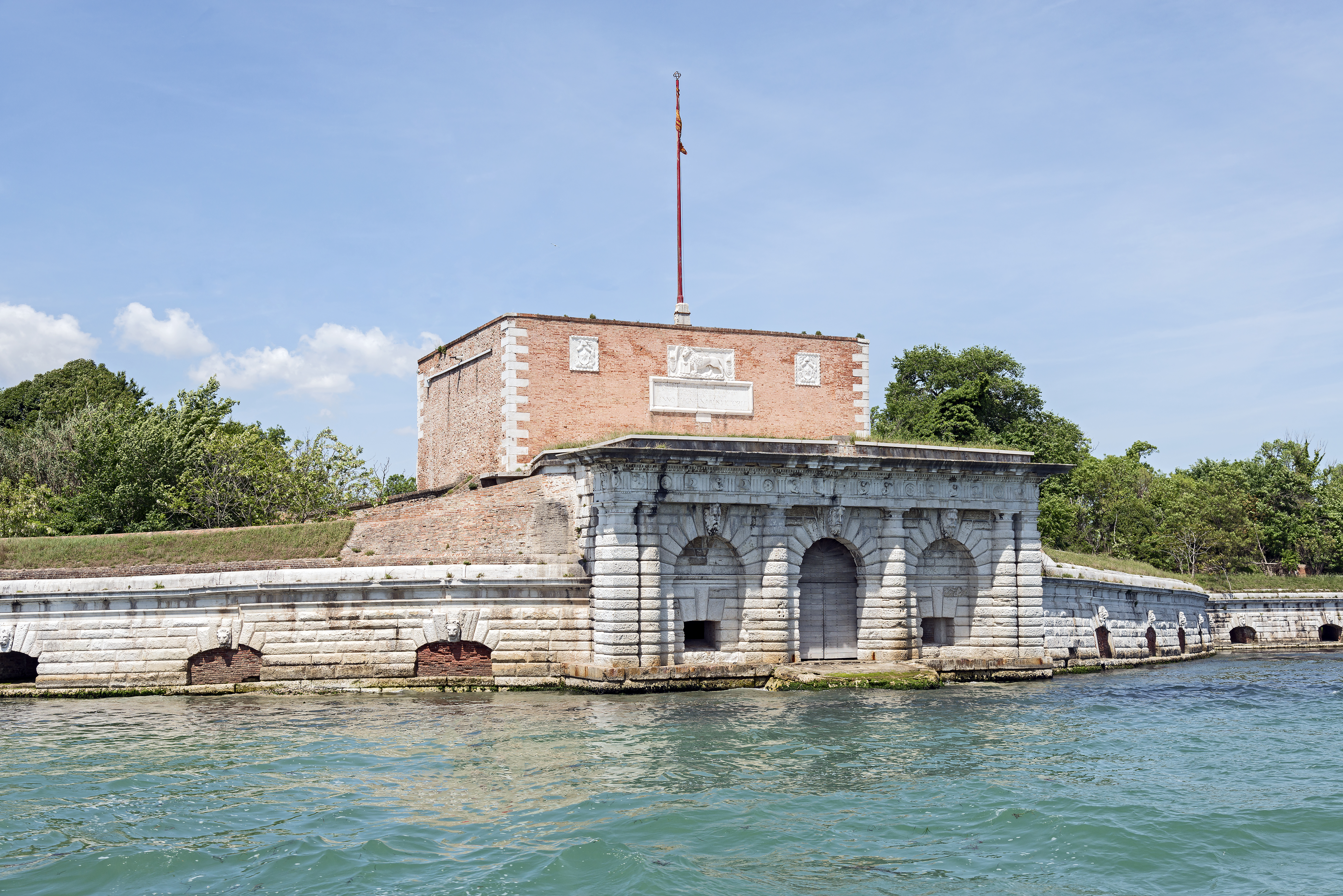
Fort San Andrea na wyspie Sant’Andrea (1545–1550)

### Pałace
W tej zmodernizowanej tkance miejskiej, otoczonej murami, Sanmicheli stworzył dzieła architektury świeckiej, które stały się ważnymi zabytkami miasta: Palazzo Bevilacqua, Palazzo Canossa, Palazzo Pompei, Palazzo Guastaverza.

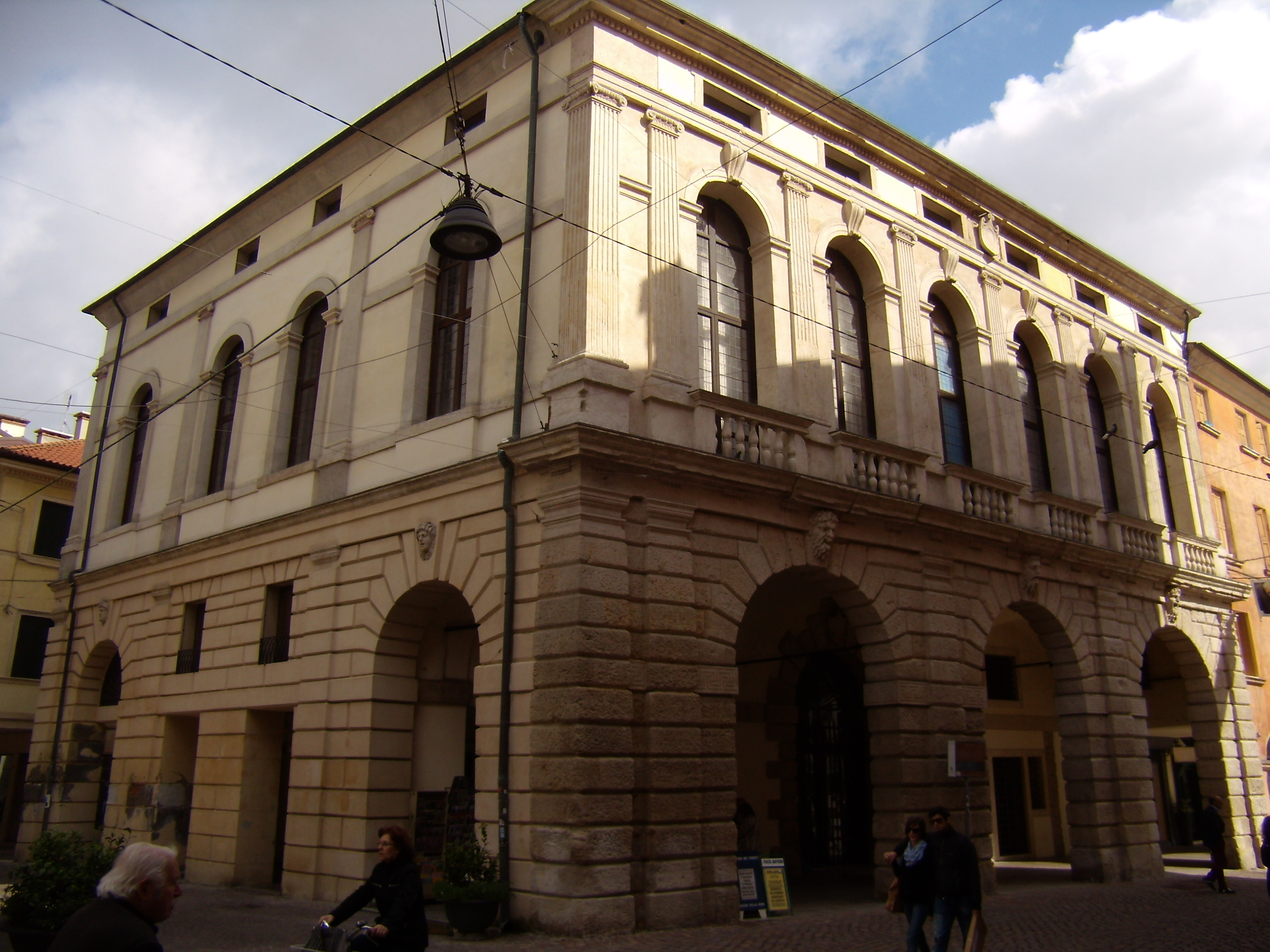
Palazzo Roncale, Rovigo
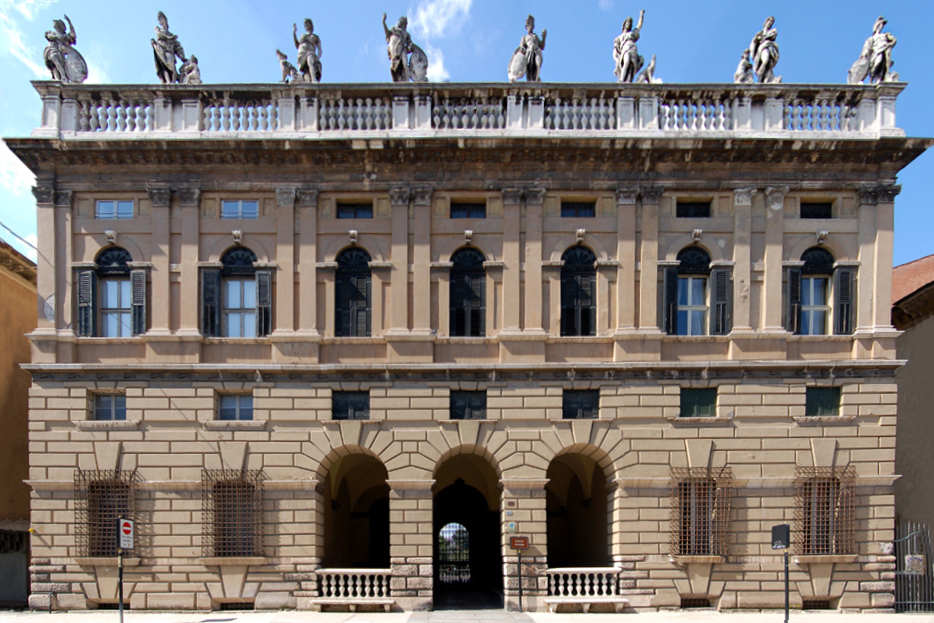
Palazzo Canossa, Werona
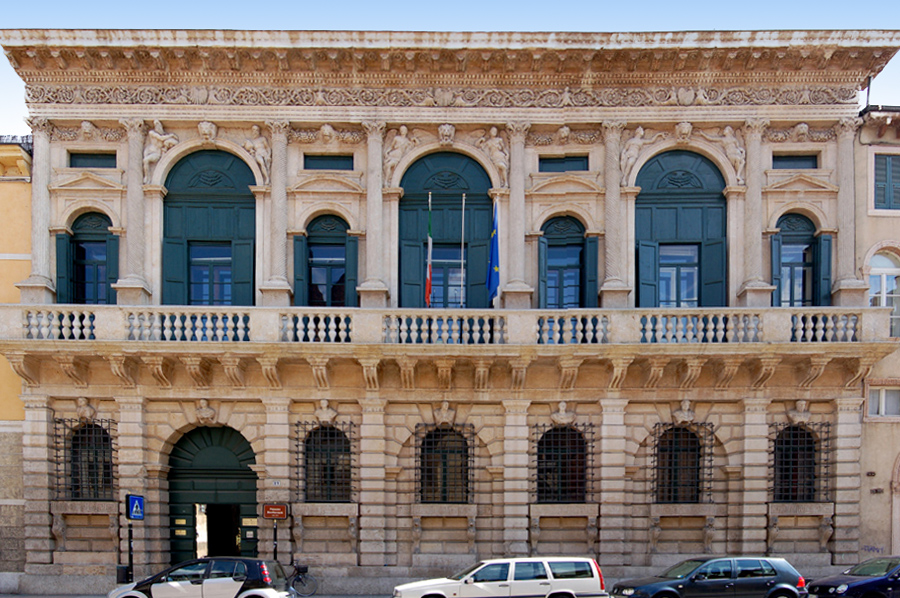
Palazzo Bevilacqua, Werona
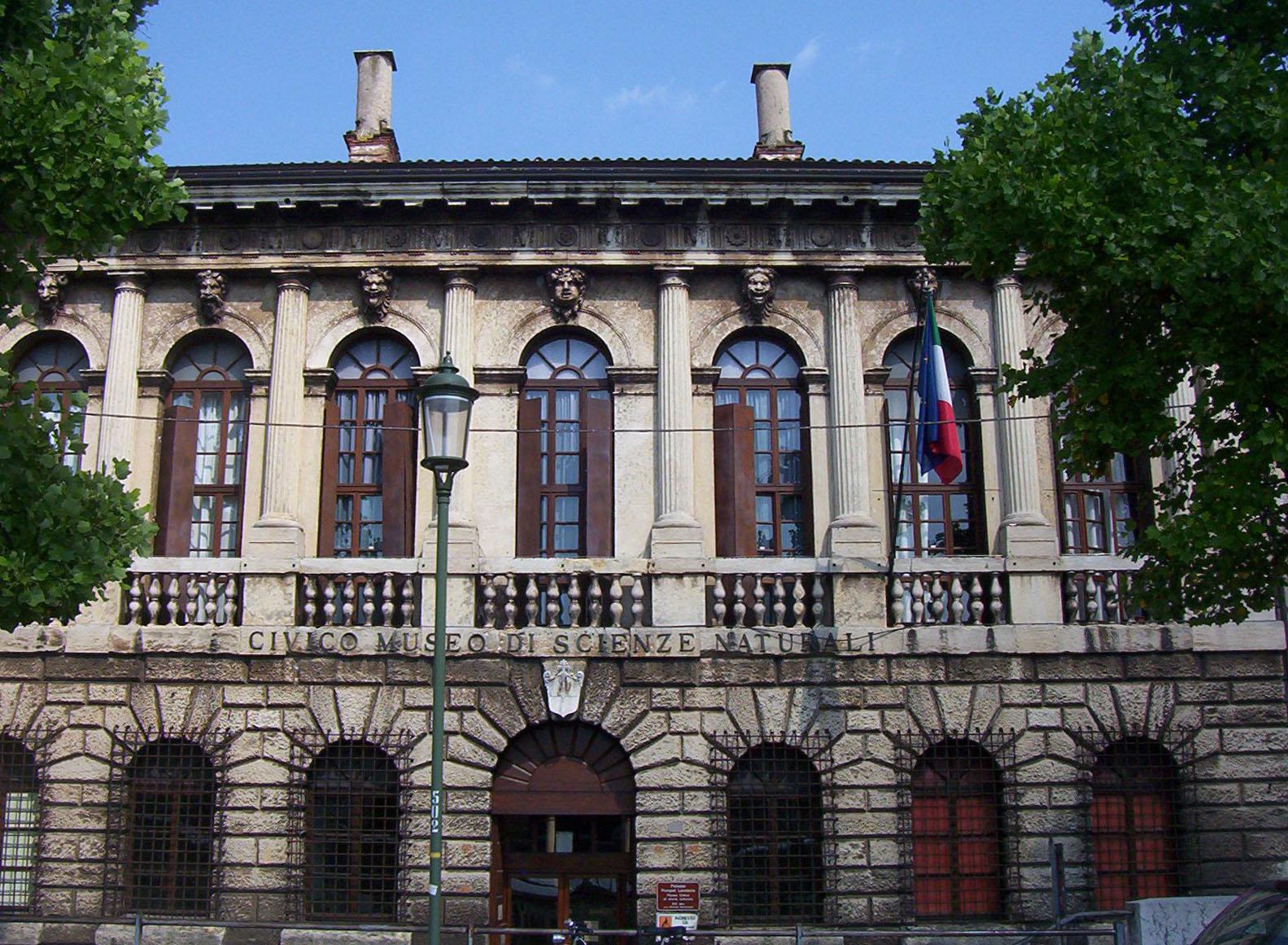
Palazzo Pompei, Werona
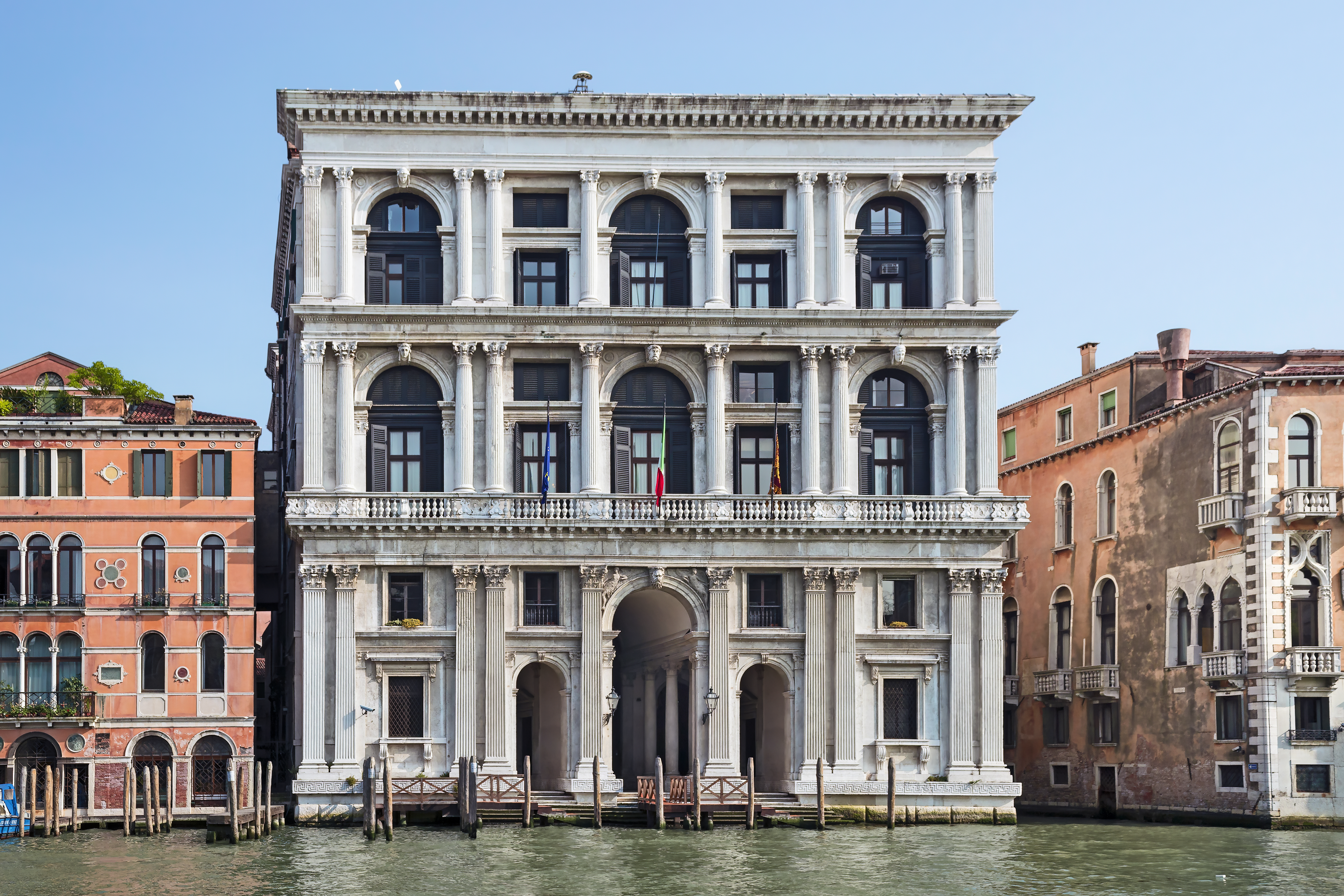
Palazzo Grimani, Wenecja

### Architektura sakralna
W bocznym przejściu w kościele San Bernardino znajduje się jeden z najcenniejszych klejnotów architektonicznych Werony: kaplica Pellegrinich, zbudowana przez Sanmichelego na zlecenie Margherity Pellegrini dla upamiętnienia śmierci syna. Sanmicheli, zainspirowany rzymskim Panteonem, wykorzystując swoje umiejętności i elementy sztuki klasycznej stworzył dość unikalne dzieło. Światło wewnątrz kaplicy rozchodzi się w sposób jednolity i łagodny, a odbijając się od bieli marmurowych elementów jej wystroju, tworzy nierealną atmosferę, skłaniającą do mistycznego skupienia. Sanmicheli przyczynił się również do wystroju wnętrza katedry w Weronie, w której zaprojektował tornacoro, idealnie dopasowane do apsydy pokrytej freskami Francesca Torbida, namalowanymi według szablonów Giulia Romana. Freski te tworzą wirtualny obraz, sprawiający wrażenie kontynuacji trójwymiarowego dzieła Sanmichelego, zwieńczonego imponującymi figurami świętych. Sanmicheli budował również dzwonnicę katedry, które jednak nigdy nie została ukończona.
Ostatnim projektem Michele Sanmichelego, wykonanym w 1559 roku, tuż przed śmiercią, był plan bazyliki Madonna di Campagna, znanej też jako Santa Maria della Pace. Po jego śmierci kierownictwo robót przejął jego uczeń i kuzyn, Bernardino Brugnoli, który zachował oryginalne idee swego mistrza.

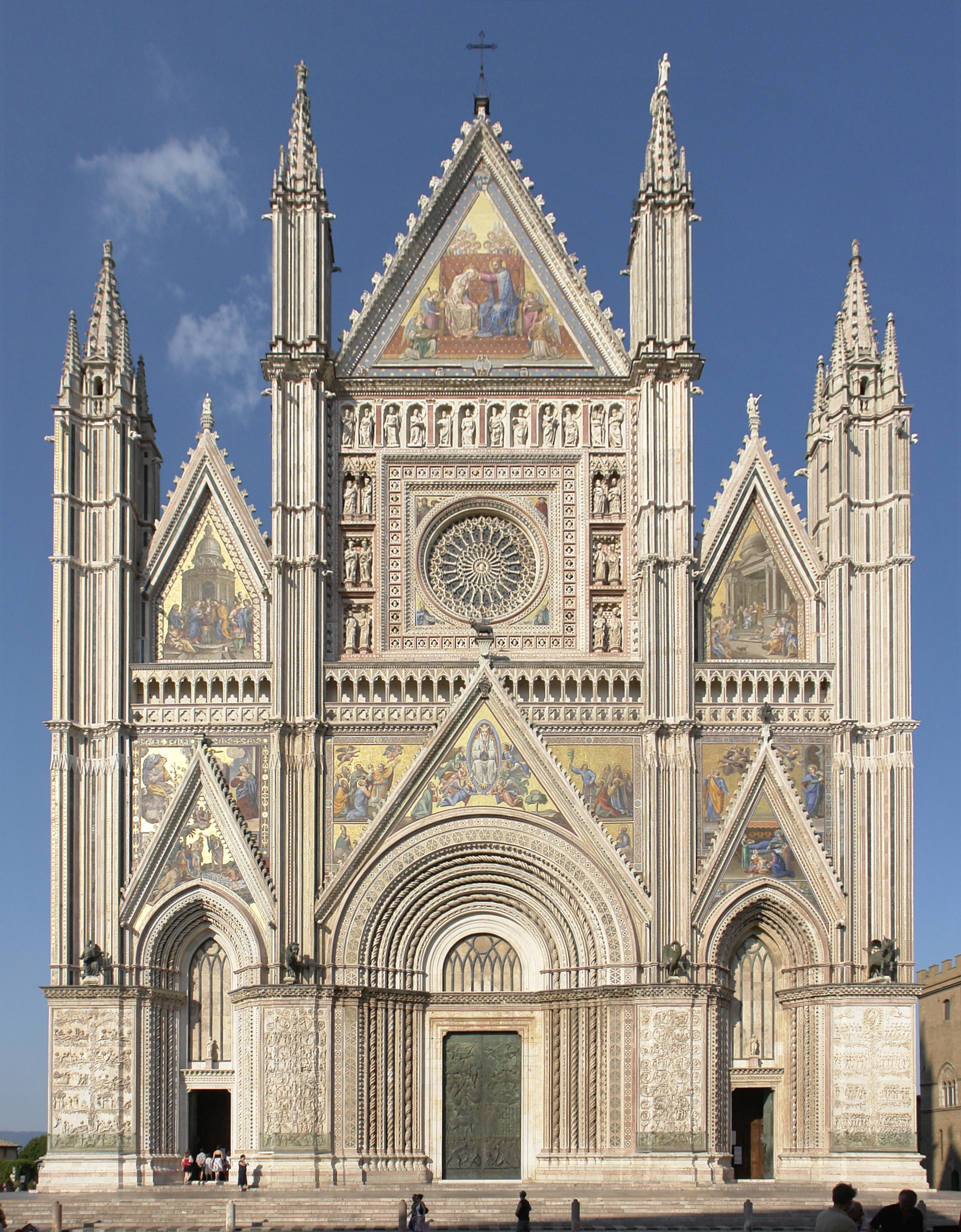
Fasada katedry w Orvieto
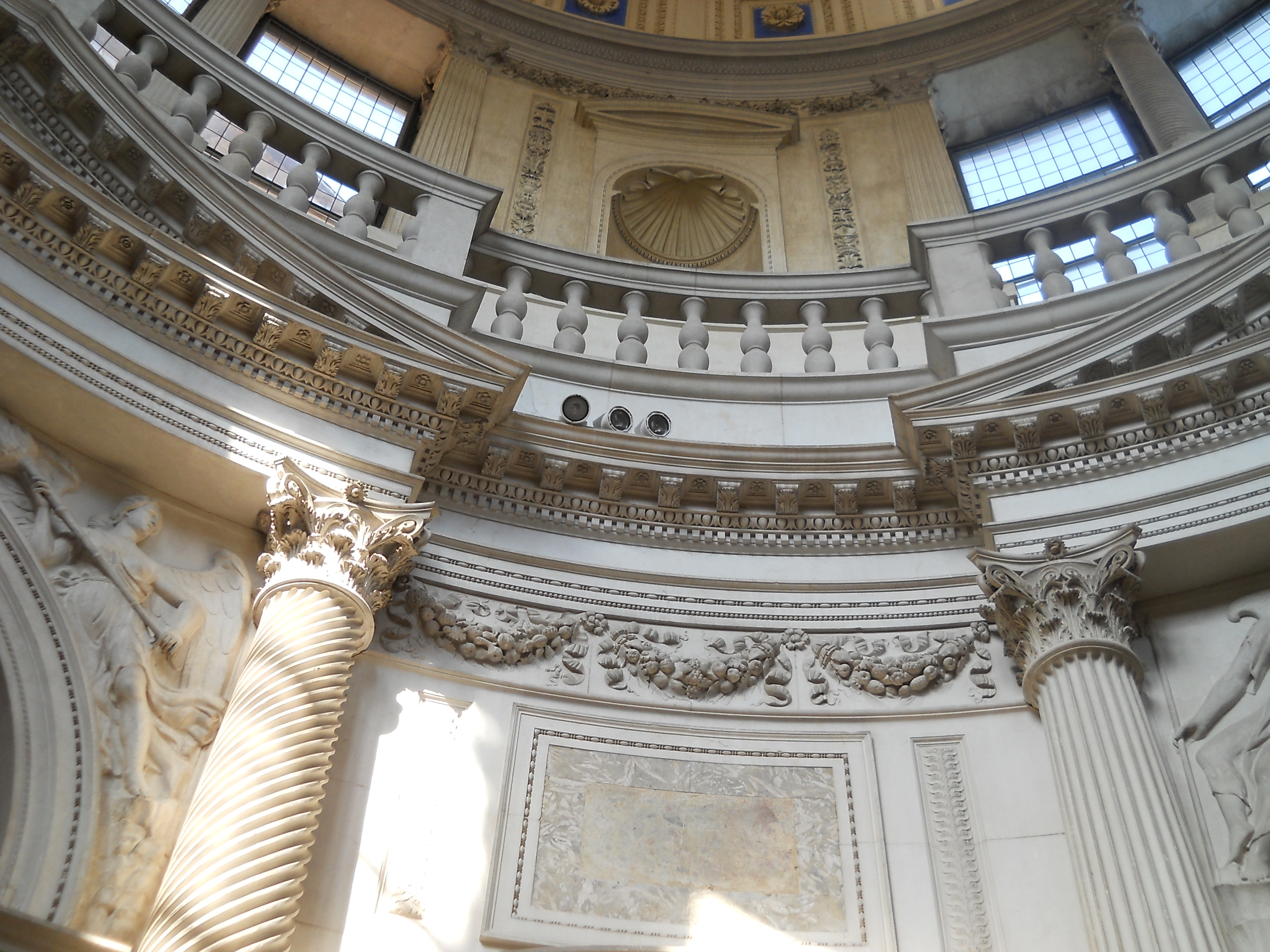
Kaplica Pellegrini (projekt z 1528; fragment)
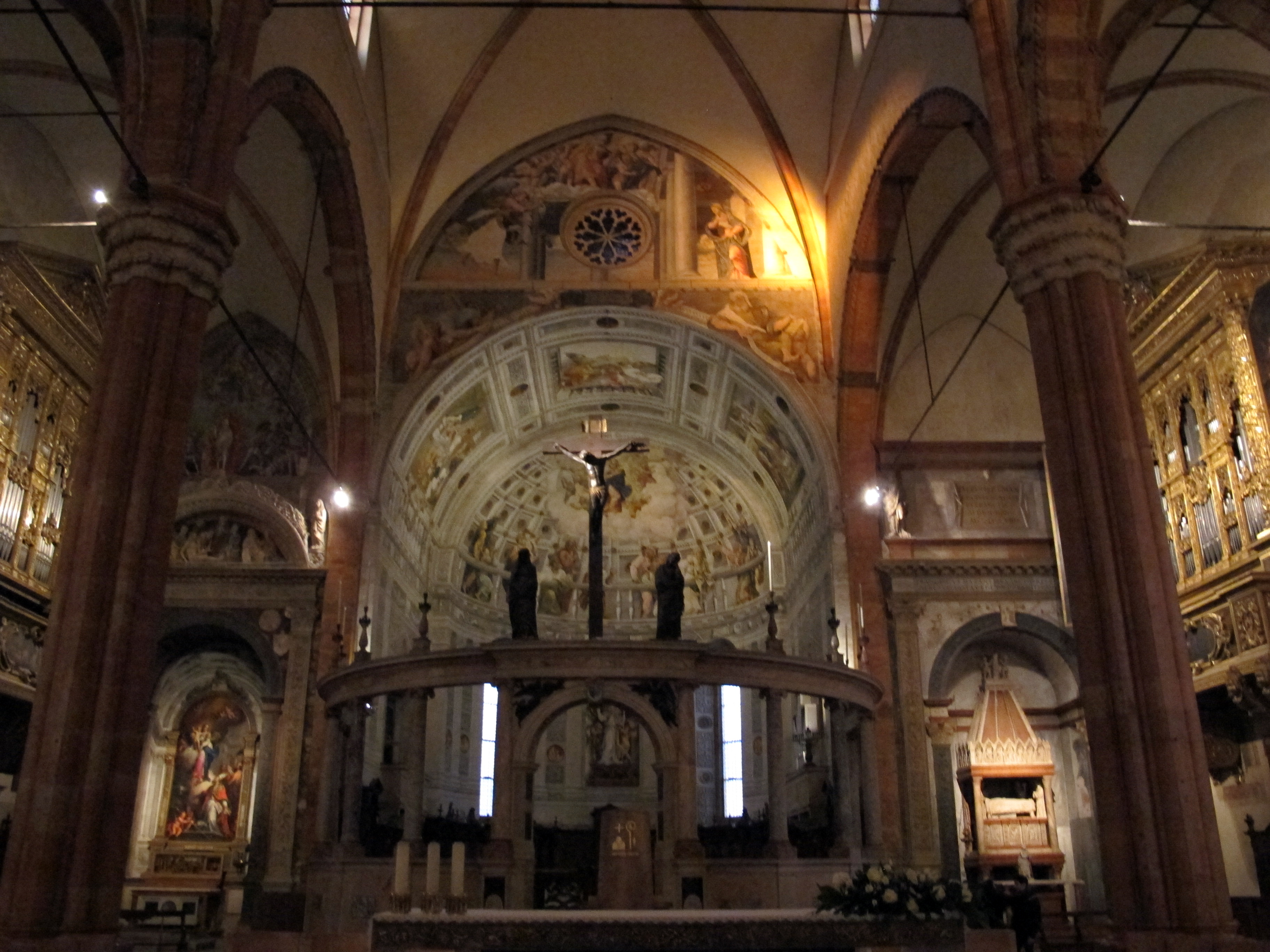
Katedra w Weronie – tornacoro na tle apsydy (1532–1533)
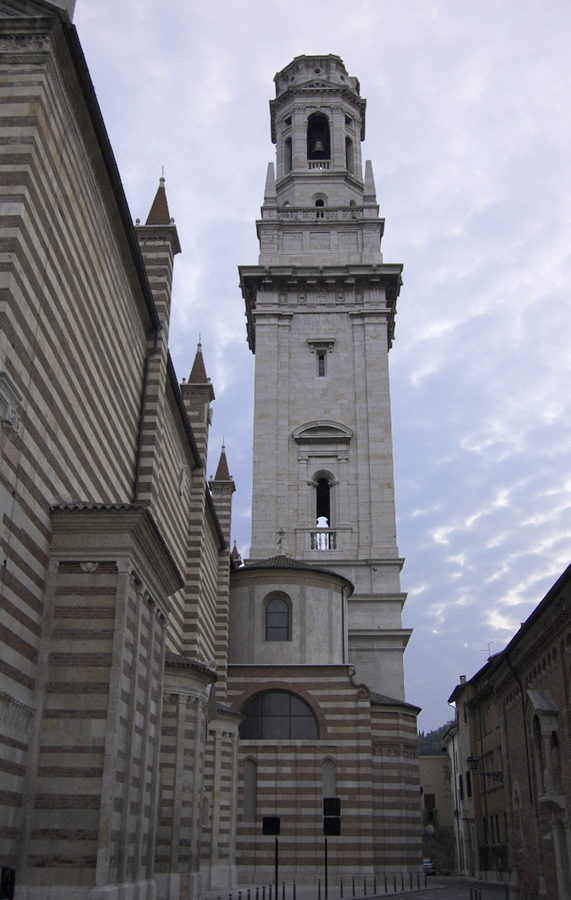
Katedra w Weronie – dzwonnica
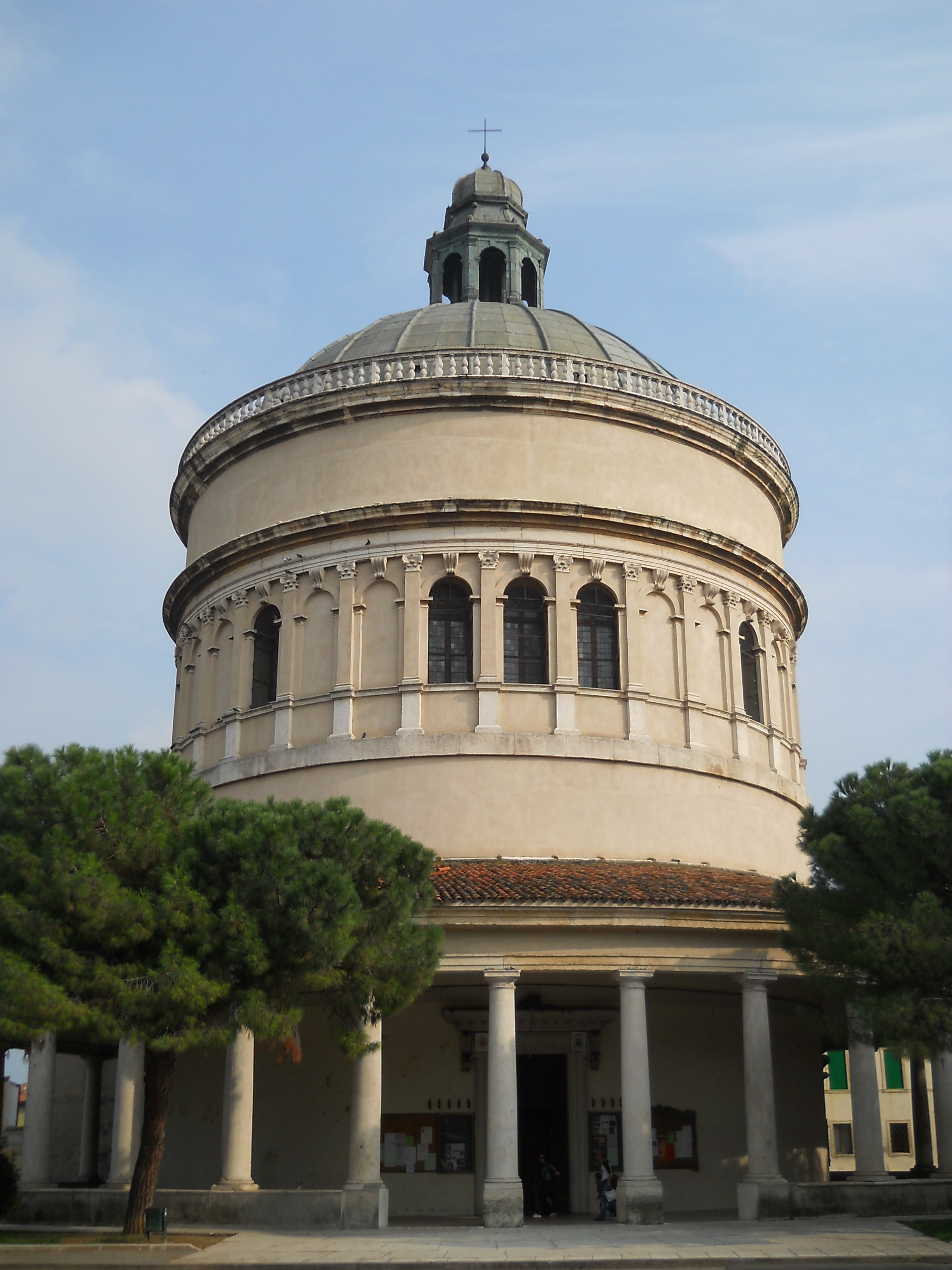
Kościół Madonna di Campagna w Weronie (1559)